# Іштван Візварі
Іштван Візварі (пол. Istvan Vizvary, 22 квітня 1975) — польський письменник-фантаст угорського походження, математик та інформатик.
Візварі закінчив математичний факультет Лодзького університету. Він є автором низки оповідань, які публікувалися в журналі «Nowa Fantastyka» та антологіях, а також автором двох науково-фантастичних романів — «Vivo» (опублікований у 2017 році), та «Лагранж. Листи із Землі» (пол. Lagrange. Listy z Ziemi) (опублікований у 2023 році). Візварі є лауреатом премії журналу «Nowa Fantastyka» в категорії «Польська книжка року» і премії імені Мацея Паровського. Іштван Візварі є сином угорця та польки.

## Романи
- Vivo (2012)
- Лагранж. Листи із землі (пол. Lagrange. Listy z Ziemi, 2023)

## Відзнаки
- Номінація на премію журналу «Nowa Fantastyka» в категорії «Рефлектор» (2018 рік)[5]
- Лауреат премії журналу «Nowa Fantastyka» імені Мацея Паровського (раніше премія «Рефлектор», 2024 рік)
- Лауреат премії журналу «Nowa Fantastyka» в категорії «Польська книжка року» за роман «Лагранж. Листи із Землі» (2024 рік)[6][3]
- Номінація на премію «Шльонкфа» в категорії «Творець року» (2024 рік)[7]
- Лауреат Меморіальної премії імені Януша Зайделя за роман «Лагранж. Листи із Землі» (2024 рік)[8]
- Лауреат Літературної премії імені Єжи Жулавського за роман «Лагранж. Листи із Землі» (2024 рік)[9][10]